# Hoàng Văn Thái

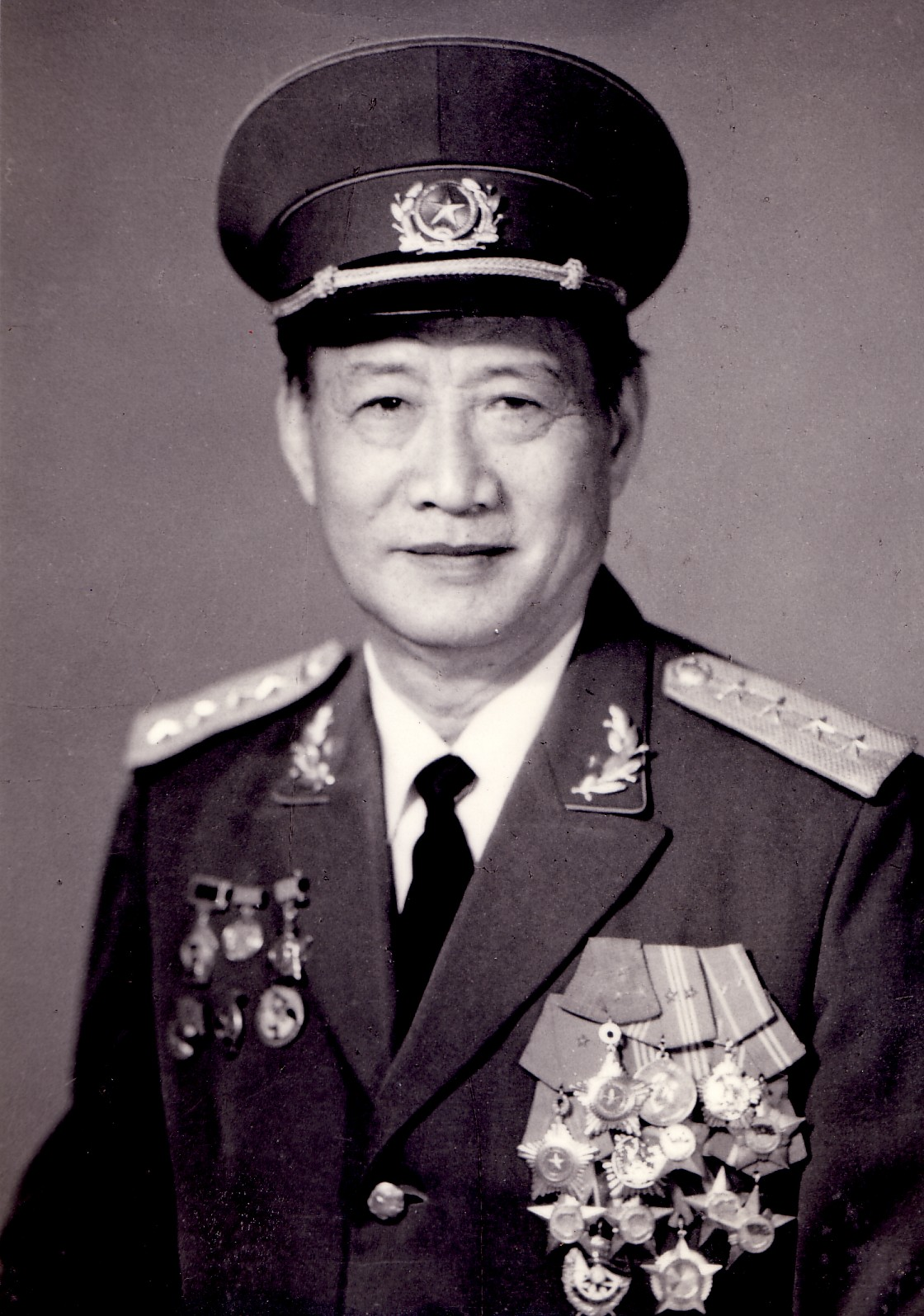
Hoang Van Thai

Hoàng Văn Thái (* 1. Mai 1915 in Provinz Thai Binh; † 2. Juli 1986 in Hoang Van Xiêm) war ein vietnamesischer Kommunist, General und Politiker. Während der Tet-Offensive war er der ranghöchste Offizier Nordvietnams in Südvietnam.

## Leben
Hoang Van Thai trat 1938 der Kommunistischen Partei Indochinas bei. Von den Kolonialbehörden verfolgt flüchtete er 1941 in die Republik China. Dort wurde er an einer Militärakademie in Guilin ausgebildet. 1944 kehrte er nach Indochina zurück, wo er für Propaganda und nachrichtendienstliche Zwecke der sich formierenden Viet Minh eingesetzt war. Im Dezember 1945 wurde er Generalstabschef der Viet-Minh-Streitkräfte. 1948 wurde er zum Generalmajor befördert. Kurz vor Beginn der Schlacht um Điện Biên Phủ wurde Hoang Van Thai als Generalstabschef abberufen. Sein Nachfolger wurde Van Tien Dung.
Im Januar 1948 wurde er zu einem der ersten Generäle von Vietnam befördert. Am 31. August 1959 wurde er in den Rang eines Generalleutnants befördert. Im Jahr 1966 wurde er als Kommandant und Politkommissar zur Militärregion V zugeordnet.
Von 1967 bis 1973, in der er dem Süden zugeordnet wurde, war er Kommandeur der Südvietnamesischen Befreiungsarmee und der stellvertretende COSVN.
In der Schlacht von Loc Ninh war er Kommandierender Offizier (27. Oktober 1967 – 10. Dezember 1967), ebenfalls während der Tet-Offensive im Januar 1968.
Im April 1974 wurde er in den Rang eines Generalobersts befördert. Er wurde Stellvertretender Verteidigungsminister, Erster Stellvertreter des Chefs des Generalstabes und zum ständigen Mitglied des Zentralen Militärausschusses ernannt.
Im Januar 1980 wurde er zum General befördert.
Er war Mitglied des Zentralkomitees der Kommunistischen Partei Vietnams und Delegierter des VII. Parteitages. Am 2. Juli 1986 starb er plötzlich nach einem Herzinfarkt im Armeekrankenhaus 108.

## Preise und Auszeichnungen
- Orden goldenen Stern (der renommierteste Orden Vietnams, posthum im Jahr 2007 verliehen),
- Orden der Ho-Chi-Minh-Stadt, 2. Klasse
- Orden des Widerstands, 1. Klasse
- Orden des Sieges

Nach ihm wurde eine Straße in der Stadt Hanoi (Thanh Xuan District) und in der Ho-Chi-Minh-Stadt (Distrikt Nr. 7) benannt.